# 시노노메역 (도쿄도)
시노노메역(일본어: 東雲駅, しののめえき)은 일본 도쿄도 고토구에 있는 철도역이다.

## 승강장

### 도쿄 임해 고속 철도
| 1 | ■ 린카이 선 | 도쿄 텔레포트·오이마치·오사키 사이쿄 선으로 직결 운행 시부야·신주쿠·오미야·가와고에 방면 |
| 2 | ■ 린카이 선 | 신키바 행                                                                                |

## 역세권 정보
- 다쓰미역 - 유라쿠초 선
- 도매상 시노노메 점
- 국도 제357호선

## 역사
- 1996년 3월 30일: 현재 린카이 선 영업 개시, 개통 당시 임해 부도심 선이었음.
- 2000년 9월 1일: 노선 이름을 린카이 선으로 개업
- 2002년 12월 1일: IC카드 Suica 공동 개시.

## 인접역
| 도쿄 임해 고속 철도 린카이 선 | 도쿄 임해 고속 철도 린카이 선 | 도쿄 임해 고속 철도 린카이 선   |
| ----------------------------- | ----------------------------- | ------------------------------- |
| R 01 신키바 신키바 방면       | 린카이 선                     | R 03 고쿠사이텐지조 오사키 방면 |